# Norbert Anwander
Norbert Anwander (* 11. Juli 1960 in Weilheim in Oberbayern) ist ein deutscher Nachrichtensprecher und Moderator. Zurzeit arbeitet er für Kabel eins als Nachrichtensprecher für :newstime.

## Karriere
Von 1983 bis 1986 absolvierte Anwander ein Studium am Schauspielstudio Gmelin in München. Später war Anwander Mitglied im „Schauspielensemble Corona“ in München und wirkte u. a. beim „Starnberger Festspielsommer“ mit.
1987 debütierte er als Nachrichtensprecher bei Eureka TV. Der Nachfolgesender ProSieben übernahm Anwander als Moderator und Nachrichtenredakteur für die ProSieben Nachrichten, welche er von 1989 bis 1998 moderierte. 
1994 wechselte er zu TV München, 1995 bis 1999 zeichnete Anwander als Chef vom Dienst, Moderator und Redakteur bei Antenne Bayern verantwortlich.
Mit dem Start des Nachrichtensenders N24 im Jahr 2000 kehrte Norbert Anwander an seine erste journalistische Wirkungsstätte zurück: Zunächst als Redakteur im Studio, dann als Nachrichtenmoderator bei N24, und später auch beim Partnersender kabel eins. Bei kabel eins moderiert Anwander die Hauptnachrichtensendung  K1 Nachrichten (2000–2007) bzw. Kabel Eins News (2007–2023) sowie seit Mitte Juni 2023 :newstime.